# Automeris coresus
Automeris coresus är en fjärilsart som beskrevs av Jean Baptiste Boisduval 1859. Automeris coresus ingår i släktet Automeris och familjen påfågelsspinnare. Inga underarter finns listade i Catalogue of Life.